# Leptotarsus aurantioceps
Leptotarsus aurantioceps är en tvåvingeart som först beskrevs av Alexander 1924.  Leptotarsus aurantioceps ingår i släktet Leptotarsus och familjen storharkrankar. Inga underarter finns listade i Catalogue of Life.